# Гетеборзький кінофестиваль
Ґетеборзький кінофестиваль (швед. Göteborgs filmfestival) — щорічний кінофестиваль у Ґетеборзі, Швеція.

## Історія
Вперше був проведений 1979 року. На першому Ґетеборзькому кінофестивалі в трьох залах було показано 17 фільмів, які переглянуло три тисячі відвідувачів. Сьогодні цей фестиваль є найбільшим в Скандинавії; тут щорічно протягом десяти днів у січні-лютому показують приблизно 450 фільмів з шістдесяти країн. Емблема фестивалю — червоний дракон.
Гетеборзький кінофестиваль відіграє важливе значення з погляду укладання договорів в галузі кіноіндустрії.

## Відзнаки фестивалю
Dragon Awards
- Dragon Award Best Nordic Film — Дракон за найкращий скандинавський фільм (найголовніша відзнака фестивалю);
- The Ingmar Bergman International Debut Award — приз за найкращий дебютний фільм;
- Dragon Award Best Nordic Film — Audience Choice — приз публіки за найкращий скандинавський фільм;
- Dragon Award Best Swedish Documentary — приз за найкращий документальний фільм;
- Dragon Award Best Feature Film — Audience Choice;
- Dragon Award New Talent.

Інші призи
- Best Swedish Short Award (за найкращий короткометражний фільм);
- Best Swedish Short Award — Audience Award (приз публіки за найкращий короткометражний фільм);
- The Lorens Award;
- Kodac Nordic Vision Award;
- Best Swedish Feature — The Church Of Sweden Film Award (приз Шведської церкви);
- Fipresci Award;
- Stora novellfilmspriset;
- Publikens val — Novellfilm;
- Best Swedish Feature — The City Of Gothenburg Award;
- The Mai Zetterling Grant;
- Nordiska Filmmusikpriset SKAP Musikdramatikpris;
- Золотий дракон;
- Lars Molin-stipendiet — стипендія імені Ларса Моліна.